# Actias dianae
Actias dianae är en fjärilsart som beskrevs av Frederick Wollaston Hutton 1846. Actias dianae ingår i släktet månspinnare, och familjen påfågelspinnare. Inga underarter finns listade i Catalogue of Life.